# Округ Јунион (Тенеси)
Округ Јунион (енгл. Union County) је округ у америчкој савезној држави Тенеси.

## Демографија
По попису из 2010. године број становника је 19.109, што је 1.301 (7,3%) становника више него 2000. године.
| Група             | 2000.          | 2010.          |
| Белци             | 17.426 (97,9%) | 18.539 (97,0%) |
| Афроамериканци    | 18 (0,1%)      | 22 (0,1%)      |
| Азијати           | 29 (0,2%)      | 19 (0,1%)      |
| Хиспаноамериканци | 140 (0,8%)     | 249 (1,3%)     |
| Укупно            | 17.808         | 19.109         |